# حوزه انتخابیه چهارم ویرجینیا
حوزه انتخابیه چهارم ویرجینیا یک حوزه انتخابیه مجلس نمایندگان آمریکا است که در ایالت ویرجینیا قرار دارد.